# Dole pri Krašcah
Dole pri Krašcah este o localitate din comuna Moravče, Slovenia, cu o populație de 175 de locuitori.